# Worms 4: Mayhem
Worms 4: Mayhem es un videojuego de estrategia por turnos de la serie Worms, desarrollada por Team17. Es muy similar a su antecesor Worms 3D, excepto que los jugadores pueden personalizar la apariencia de su gusano (sombreros / cascos, gafas, cabello, guantes/manos), así como crear sus propias armas únicas en una nueva característica llamada "The Weapon Factory". El juego también contiene una tienda donde los jugadores pueden comprar varios artículos, usando puntos ganados al completar misiones en la historia, desafíos o desbloquear trofeos. Los artículos de la tienda incluyen nuevos mapas, nuevos accesorios y vestimenta, bancos de personalidad (voces) y estilos de juego. Hay nuevas armas y utilidades incluidas en el juego como la Burbuja Granuja, la poción de Ícaro, la flecha venenosa, el fusil francotirador, el hincha hinchable, el mazacote y el Starburst (que, de hecho, solo sustituye al Kamikaze). A diferencia de entregas anteriores, Worms 4: Mayhem ofrece escenas antes de cada misión de la historia para revelar información de fondo.

## Historia
El equipo de gusanos del jugador llega a la Universidad de Worminkle, donde se encuentran con el profesor Worminkle, que entrena al equipo para usar varias armas. Worminkle entonces establece las asignaciones del equipo para colarse en los edificios enemigos y destruir sus sitios de construcción. Para huir de los agentes del gobierno, Worminkle y el equipo viajan en el tiempo a las edades de Middles usando la máquina del tiempo del profesor, pero la máquina se daña y son atacados por magos y caballeros. Después de luchar a través de ellos, el equipo procede al oeste salvaje para encontrar oro y mantener la máquina alimentada, luchando Boggy el niño en el proceso, y a la Arabia antigua para recuperar joyas robadas por Ali Baboon y sus ladrones molestos y mantener los controles de navegación de la máquina equilibrado.
Después de recuperar las joyas, Worminkle arregla la máquina, pero accidentalmente deja caer una carta. El equipo lee la carta, que revela que el gobierno estaba planeando construir un nuevo laboratorio de investigación para reemplazar a la Universidad de Worminkle. Worminkle rápidamente toma la carta de vuelta y continúa el viaje con el equipo, pero después de caer en la prehistoria, Worminkle traiciona al equipo, diciéndoles que solo los necesitaba para escapar del Gobierno. Planificando abandonar el equipo en la Edad de Piedra, huye, pero se estrella contra una montaña. Decidido a atraparlo, el equipo lucha a través de las minillas y los dinoworms. Después de llegar al Profesor, el equipo le roba la máquina del tiempo y viaja hasta el día de hoy, dejando a Worminkle atrapado en la Edad de Piedra para siempre.

## Jugabilidad
La jugabilidad sigue la jugabilidad tradicional de la serie, en la que los equipos de gusanos se turnan para utilizar una variedad de armas y objetos con el fin de eliminar al equipo oponente. Los controles son muy parecidos a los de Worms 3D, aunque algunos aspectos fueron cambiados, como el movimiento de los gusanos, que ahora es más rápido.
El juego también tiene modos de juego adicionales, como los Desafíos, que presenta al jugador con varios desafíos (por ejemplo, infectar a los gusanos enemigos con una flecha venenosa) que el jugador debe intentar completar y que es premiado con nuevas armas, "Schemes", vestimenta y mapas si lo hace.
Una de las novedades de Worms 4 Mayhem son las cajas sorpresa marcadas con un "?" en los lados. Pueden hacer bien o mal al jugador y su contenido no puede ser visto con la ventaja "Espía de cajas".
El modo multijugador está disponible a través de Hotseat. El modo en línea también está disponible en la versión para PC. Pero no es más posible jugar por el encierramento de GameSpy. Es posible jugar de nuevo con programas como Tunngle, Gameranger y Hamachi.

## Armas
Worms 4 Mayhem introdujo nuevas armas a la serie, pero también retiró algunas que estaban presentes en juegos anteriores; la cuerda ninja ahora puede ser usada para mover barriles y minas.
También es posible hacer un arma propia del equipo, que puede ser usado de tres maneras diferentes: lanzador, granada y ataque aéreo, cada tipo con sus propias opciones.

### Nuevas armas y utilidades introducidas en la serie
- Torreta ametralladora
- Poción de Ícaro (que sustituye al Red Bull de Worms 3D)
- Flecha venenosa (Poison Arrow)
- Abducción alienígena (Alien Abduction)
- Bombardeo bovino (Bovine Blitz)
- Ataque gordinflón
- Burbuja granuja
- Hincha hinchable
- Avalancha (Flood)
- Starburst (sustituye el arma Kamikaze de los juegos anteriores)
- Arma de equipo (el nombre del arma es definido por el jugador)
- Fusil francotirador
- Mazacote
- Pipegun (fue cortada del juego, probablemente sustituida por la flecha venenosa)

## Recepción
Worms 4: Mayhem recibió críticas mixtas a positivas. Algunos usuarios lo criticaron por no diferenciarse mucho que digamos de Worms 3D, controles difíciles e IA ilógica. Sin embargo, la gama de armas fue elogiada por incluir nuevas y existentes, junto con el diseño de los niveles.